# Running Springs
Running Springs – jednostka osadnicza w stanie Kalifornia, w hrabstwie San Bernardino. Liczba mieszkańców 4 862 (2010).
Osada położona jest w górach San Bernardino na wysokości 1 862 m n.p.m. w San Bernardino National Forest. Podmiejska sypialnia miasta San Bernardino.